# Barit

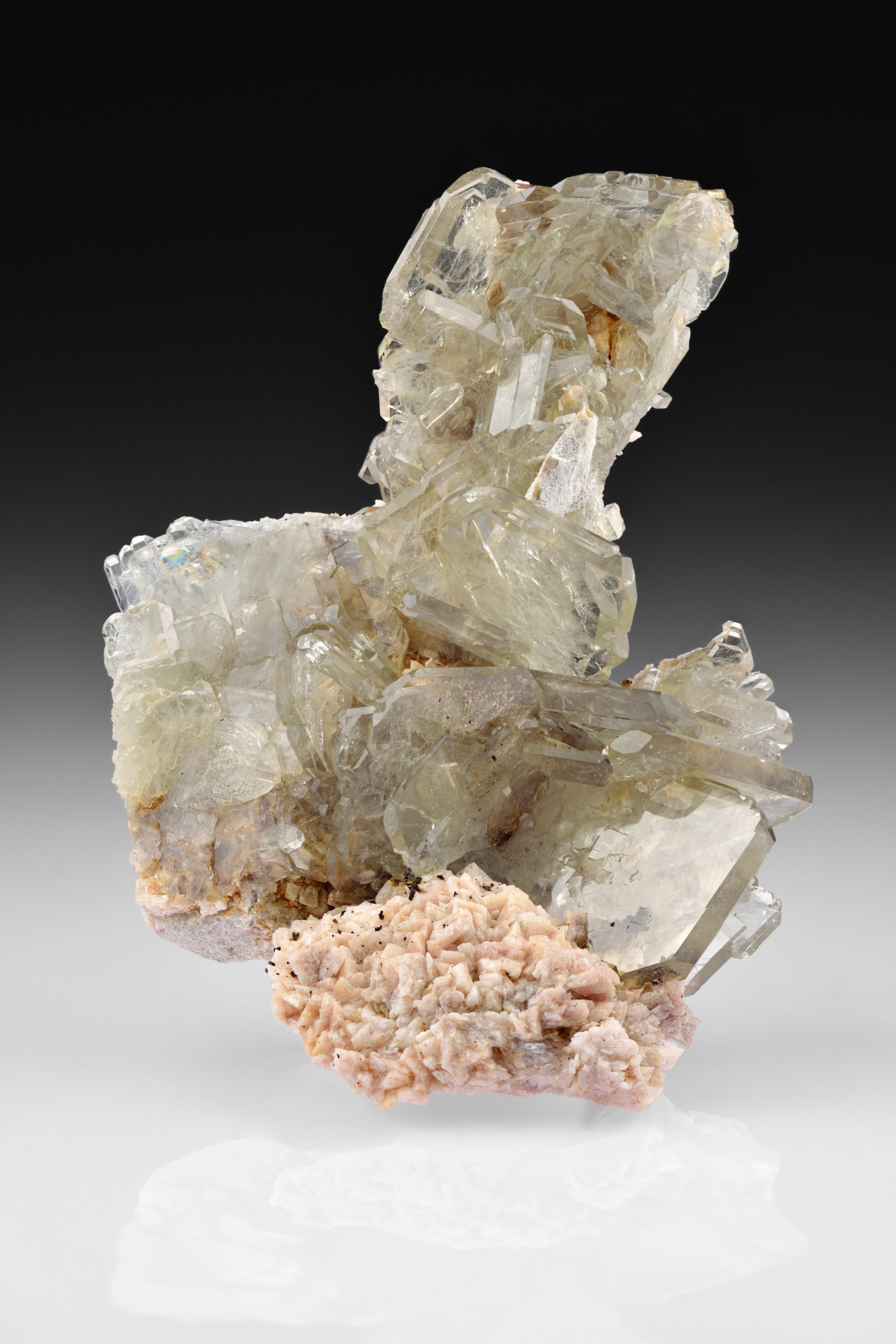
Barit

A barit (súlypát, bárium-szulfát) báriumtartalmú, rombos kristályrendszerű, a szulfátok baritcsoport ásványegyüttese közé tartozik. Táblás és nyúlt oszlopos kristályformája a leggyakoribb, de cseppkőszerű, gumós halmazokban vagy tömegekben is előfordul. A Szahara mentén „a sivatag rózsája” néven árusítják szépen fejlett kristálycsoportjait.
Fontos felhasználási területe a mélyfúrásoknál nagy fajsúlyú iszapok képzésére. A festék- és papíripar fontos alapanyaga C.I. 77120 azonosító számmal. A 2016-os év év ásványának jelölték a gránát és pirit mellett, de a gránát nyerte el a díjat. 2019-ben a 2020-as évre ismét a jelöltek közé került, az apatit és a turmalincsoport mellett.
Neve a görög barisz (βαρὐς: ’nehéz, súlyos’) szóból származik.

## Kémiai és fizikai tulajdonságai
- Képlete: BaSO4
- Szimmetriája: rombos kristályrendszerben, több tengely- és lapszimmetriája létezik.
- Sűrűsége: 4,48 g/cm³.
- Keménysége: 2,5–3,5 (a Mohs-féle keménységi skálán).
- Hasadása: jól hasítható.
- Színe: sárga vagy fehér, néha barnás, kékes vagy vöröses árnyalatú.
- Fénye: üveges.
- Átlátszósága: átlátszó, áttetsző.
- Pora:  fehér, színtelen.

## Keletkezése
Hidrotermás eredetű. Keletkezése során a mélyből feltörő oldatok közepes és magas hőmérsékleten átitatják a környező kőzetféleségeket, azokat átalakítják. Gyakran fordul elő üledékes kőzetekben, másodlagosan mint mállástermék.
Hasonló ásvány: a kalcit, az aragonit és a cölesztin.

## Előfordulása
Gyakori ásvány, a nagyméretű, több tízcentis nagyságú kristályai sem ritkák. Angliában Cumberland és Cornwall térségében, Csehországban Pribramban, Romániában az erdélyi Felsőbányán, Németországban Freibergben, Olaszországban Como és Trento környékén valamint Szardínia szigetén, Tunéziában az Amerikai Egyesült Államokban Colorado, Oklahoma és Dél-Dakota területén.

## Előfordulásai Magyarországon
Nagyobb mennyiségben Rudabányán termelték, ahol a sziderit pörkölési meddőjében a BaSO4 20%-ra feldúsult. Homokokban Dorog (Sátorkőpuszta), Nyírjes (Gyöngyössolymos), Bajót területén, Budapest barlangjainak falán a keletkezéskori hévizes aktivitás folyamán keletkező apró kristályokban, a gánti és kincsesbányai bauxit telepekben, Sárospatakon, Nagybörzsöny, Recsk és Parádfürdő térségében, nagyobb mennyiségben a Velencei-hegységben Sukoró, Pátka és Nadap környékén 20–80 cm vastag telérekben tártak fel baritot, ahol centiméteres nagyságrendű kristályai is gyakoriak.

## Kísérő ásványok
Fluorit, szfalerit, galenit, kalkopirit, nikkelin, hematit, limonit, tetraedrit.